# Qaldirgʻochbiy-Mausoleum
Das Qaldirgʻochbiy-Mausoleum (usbekisch Қалдирғочбий мақбараси), das Grab von Hazrat Amir, ist ein Mausoleum in Usbekistan. Der Bau wurde aus 25 × 25 × 5 cm großen Ziegeln in der ersten Hälfte des 15. Jahrhunderts erstellt. Die Außenmaße betragen 9,48 × 9,48 m, die des Innenraumes 6 × 6 m. Die Kuppel besteht aus einer Innen- und einer zwölfseitigen spitzen Außenkuppel, die 1970 restauriert wurde.